# Rasztówka
Rasztówka (ukr. Раштівка) – wieś na Ukrainie w rejonie starokonstantynowskim obwodu chmielnickiego.
Miejscowość opisana w książce Zofii Kossak pt. Pożoga. Wspomnienie z Wołynia 1917–1919.